# Agents presque secrets
Pour plus de détails, voir Fiche technique et Distribution.
Agents presque secrets ou Agence de renseignement au Québec (Central Intelligence) est une comédie d'action américaine réalisée par Rawson Marsh, sortie en 2016.

## Synopsis
Bob Stone (Dwayne Johnson), l'ancien bouc émissaire du lycée devenu agent d'élite à la CIA, refait surface dans la vie de Calvin Joyner (Kevin Hart) à l'occasion de la réunion des anciens de leur promo. Se vantant d'être sur une affaire top secret, il recrute Calvin, autrefois le gars le plus populaire du lycée, aujourd'hui comptable désabusé. Avant même que notre col blanc ne réalise ce dans quoi il s'est embarqué, il est trop tard pour faire marche arrière. Le voilà ainsi propulsé sans autre cérémonie par son nouveau « meilleur ami » dans le monde du contre-espionnage où, sous le feu croisé des balles et des trahisons, les statistiques de leur survie deviennent bien difficiles à chiffrer, même pour un comptable.

## Fiche technique
- Titre original : Central Intelligence
- Titre français : Agents presque secrets
- Titre québécois : Agence de renseignement
- Réalisation : Rawson Marshall Thurber
- Scénario : Ike Barinholtz et Rawson Marshall Thurber
- Société de production : Universal Studios, New Line Cinema et RatPac-Dune Entertainment
- Société de distribution : Warner Bros. Pictures / New Line Cinema (États-Unis), Universal Pictures (France)
- Budget: 50 000 000 $
- Pays d'origine :  États-Unis
- Langue originale : anglais
- Genre : Action, comédie et espionnage
- Dates de sortie : 
  - États-Unis, Québec : 17 juin 2016
  - France : 24 août 2016

## Distribution
Sauf indication contraire, les informations mentionnées dans cette section peuvent être confirmées par la base de données cinématographiques IMDb,  présente dans la section « Liens externes ».
- Dwayne Johnson (VF : David Krüger ; VQ : Benoît Rousseau) : Bob Stone/Robbie Weirdicht
- Kevin Hart (VF : Lucien Jean-Baptiste ; VQ : Martin Watier) : Calvin Joyner
- Amy Ryan (VF : Brigitte Berges ; VQ : Mélanie Laberge) : Agent Pamela Harris
- Danielle Nicolet (VF : Céline Mauge ; VQ : Ariane-Li Simard-Côté) : Maggie Joyner
- Jason Bateman (VF : Bruno Choël ; VQ : Yves Soutière) : Trevor J. Olsen
- Aaron Paul (VF : Alexandre Gillet ; VQ : Claude Gagnon) : Phil Stanton
- Ryan Hansen (VF : Guillaume Orsat) : Steve
- Tim Griffin (VF : Loïc Houdré) : Agent Stan Mitchell
- Timothy John Smith (VF : Laurent Larcher) : Agent Nick Cooper
- Dylan Boyack (VF : Tony Marot) : Trevor J. Olsen, à 17 ans
- Phil Reeves (VF : Philippe Ariotti) : le principal Kent
- Thomas Kretschmann (VF : Erik Stouvenaker) : Honey Badger, l'acheteur
- Megan Park (VF : Delphine Rivière) : la serveuse au bar
- Robert Woo (VF : Eilias Changuel) : Ethan
- Melissa McCarthy (VF : Véronique Alycia) : Darla McGuckian (non créditée)

 Source et légende : version française (VF) sur RS Doublage et version québécoise (VQ) sur Doublage.qc.ca

## Production

### Tournage
Le tournage principal a débuté le 6 mai 2015 et s'est achevé en juin de la même année.

## Distinctions
| Année | Prix                                     | Catégorie            | Nomination             | Résultat   |
| ----- | ---------------------------------------- | -------------------- | ---------------------- | ---------- |
| 2017  | 43e cérémonie des People's Choice Awards | Film comédie préféré | Agents presque secrets | Nomination |